# Continental (przedsiębiorstwo)
Continental AG (dawniej Continental-Caoutchouc- und Gutta-Percha Compagnie) – niemiecka spółka akcyjna, która została powołana do życia 8 października 1871 w Hanowerze.
Jest światowym producentem opon dla samochodów osobowych oraz użytkowych – ciężarowych, autobusów, rolniczych. Prowadzi również produkcję oraz sprzedaż innych marek opon: General Tire, Semperit, Barum i Matador. Continental jest jednym z wiodących dostawców dla przemysłu motoryzacyjnego na świecie. Rozwija inteligentne technologie dla transportu osób i dóbr. Zatrudnia obecnie około 208 000 pracowników w 53 krajach. W 2014 r. osiągnął obroty wysokości 34,5 miliarda euro. Klientami firmy są czołowi producenci samochodów pasażerskich, samochodów dostawczych i autobusów, m.in.: BMW, Daimler AG, Freightliner Trucks, Ford, General Motors, Honda, Iveco, Kögel, Porsche, Renault, Schmitz, Toyota, Volkswagen, Volvo.

## Historia
- 1871 r. – w Hanowerze powstaje Continental – Caoutchouc- Und Gutta-Percha Compagnie
- 1882 r. – znakiem towarowym firmy staje się nieokiełznany koń
- 1892 r. – Continental jako pierwsza niemiecka firma rozpoczyna produkcję rowerowych opon dętkowych, a w roku 1898 rozpoczyna produkcję opon pneumatycznych bez bieżnika do automobili
- 1901 r. – zwycięstwo pierwszego wyprodukowane przez Daimler samochodu o nazwie Mercedes w wyścigu Nicea-Salon-Nicea
- 1904 r. – Continental prezentuje pierwszą na świecie oponę do samochodu z rzeźbionym bieżnikiem 1914 r. – potrójne zwycięstwo drużyny Daimlera, jeżdżącej na oponach Continental podczas francuskiego Grand Prix.
- 1921 r. – początek produkcji opon pneumatycznych do samochodów ciężarowych.
- 1929 r. – fuzja kilku mniejszych firm i powstanie Continental Gummi-Werke AG
- 1943 r. – Continental patentuje opony bezdętkowe
- 1945 r. – poważnie straty i uszkodzenia w dwóch zakładach produkcyjnych Continental. W tym samym roku podjęto decyzję o jak najszybszym wznowieniu produkcji
- 1952 r. – poszerzenie oferty opon konwencjonalnych o zimowe opony M+S. skrót od słów „Matsch+Schnee”, czyli „błoto i śnieg” do dziś jest używany na całym świecie do oznaczenia ogumienia zapewniającego lepsze właściwości w okresie zimowym. Na początku 1953 roku samochody wyposażone w tego typu opony Continental wjechały na wysokość 2112 m n.p.m. na alpejską przełęcz św. Gotarda
- 1955 r. – rozpoczęcie produkcji opon bezdętkowych
- 1967 r. – otwarcie w Hanowerze toru doświadczalnego Contidrom do testowania ogumienia
- 1971 r. – utworzenie największej fabryki węży gumowych w Europie
- 1972 r. – wprowadzenie pierwszej bezkolcowej opony ContiContact
- 1979 r. – strategiczne nabycie europejskich fabryk oponiarskich Uniroyal
- 1985 r. – przejęcie austriackiej firmy Semperit. Wraz z zakupem General Tire, marka Continental ulega przekształceniu w wielkiego międzynarodowego producenta; nazwa spółki zostaje skrócona do Continental Aktiengesellschaft
- 1991 r. – Continental jako pierwsza firma wprowadza do produkcji ekologiczną oponę do samochodów osobowych ContiEcoContact
- 1993 r. – do koncernu Continental dołącza czeska marka Barum
- 1995 r. – Continental zakłada oddziały Automotive Systems, dzięki czemu rozbudowuje działalność badawczą i technologiczną w zakresie elektroniki motoryzacyjnej
- 1997 r. – Continental prezentuje zintegrowany system rozrusznika i alternatora ISAD (Integrated Starter Alternator Damper). To przełomowe rozwiązanie jest kluczem do wprowadzenia hybrydowych zespołów napędowych
- 1978 r. – start pierwszego w Europie programu flotowego ContiEuroService, który w 2010 przekształcił się w Conti360° Fleet Services
- 1998/1999 r. – Continental umacnia swą międzynarodową pozycję, otwierając kolejne filie m.in. w Argentynie, Meksyku i Południowej Afryce
- 2001 r. – Continental nabywa udziały w firmie Temic – zajmującej się obszarem elektroniczno-motoryzacyjnym firmy DaimlerChrysler, która obecnie jest częścią Continental Automotive Systems
- 2003 r. – wdrożenie do produkcji nowego modelu opony ContiSportContact 2 Vmax, pierwszej na świecie drogowej opony dopuszczonej do rozwijania prędkości 360 km/h
- 2004 r. – Continental nabywa niemieckie motoryzacyjne przedsiębiorstwo wyrobów z gumy i plastiku Phoenix AG
- 2006 r. – Continental nabywa część samochodową firmy Motorola
- 2007 r. – Continental przejmuje Siemens VDO Automotive AG za 11,8 mln euro i staje się jednym z pięciu największych dostawców w branży motoryzacyjnej na świecie
- 2008 r. – opony Continental ContiSportContact Vmax ustanowiły nowy rekord prędkości. Jan Fatthauser rozpędził swój wyposażony w najnowocześniejsze ogumienie marki Continental model GT9 do prędkości 409 km/h na torze Papenburg. Opony ContiSportContact Vmax zostały wpisane do Księgi Rekordów Guinnesa, jako najszybsze na świecie opony produkowane seryjnie
- 2010 r. – start programu flotowego Conti360° Fleet Services, który jest następcą programu ContiEuroService, czyli kompleksowej oferty Continental dla flot ciężarowych w całej Europie. Conti360° Fleet Services obejmuje pięć elementów usługowych, poczynając od doboru właściwego ogumienia poprzez usługi sprzętowe ContiFitmentService, na sprawozdawczości ContiFleetReporting kończąc
- 2011 r. – Continental obchodzi 100. rocznicę obecności marki w Polsce
- 2012 r. – Continental oferuje system ContiPressureCheck™, kompleksowy system bezpośredniego pomiaru ciśnienia i temperatury montowany wewnątrz opony. Czujnik przesyła informacje do centralnego odbiornika (elektronicznego modułu sterującego – ECU). Moduł ten przetwarza dane, zapisuje ostrzeżenia i przesyła je na wyświetlacz w kabinie, co pozwala kierowcy w pełni, a co najważniejsze w czasie rzeczywistym, kontrolować stan ogumienia na wszystkich osiach
- 2015 r. – Continental wraz z Instytutem Biologii Molekularnej i Ekologii Stosowanej im. Fraunhofera i Instytutem Biologii Roślin i Biotechnologii Uniwersytetu w Münster zrealizowała projekt „RUBIN”, dotyczący pozyskiwania, na skalę przemysłową, gumy naturalnej z mniszka lekarskiego. Guma naturalna pozyskiwana z korzeni mniszka lekarskiego uczyni produkcję tego surowca bardziej przyjazną dla środowiska

## Struktura organizacyjna
Koncern działa w ramach pięciu działów:
- Dział Podwozi i Bezpieczeństwa – który rozwija technologie poprawiające poziom bezpieczeństwa i dynamikę jazdy, takie jak: układy przeciwblokujące (ABS), zawieszenie pneumatyczne, hamulce tarczowe, postojowe i bębnowe, elektronika poduszek powietrznych, asystent nagłego hamowania, asystent pasa ruchu oraz system kamer 360 stopni.
- Dział Układów Napędowych – który opracowuje innowacyjne rozwiązania zarówno dla silników spalinowych, jak i elektrycznych układów napędowych. Dzięki nim jazda samochodem staje się bardziej przyjazna środowisku i tańsza.
- Dział Wnętrz Pojazdów – który obejmuje m.in. wyświetlacze i systemy operacyjne, radia, systemy multimedialne, tachografy, elektroniczne sterowniki do samochodów ciężarowych, części zamienne i eksploatacyjne oraz serwis i diagnostykę pojazdu.
- Dział Opon – zajmujący się projektowaniem i produkcją opon do samochodów osobowych, vanów i aut z napędem na cztery koła, motocykli i rowerów oraz do samochodów ciężarowych, autobusów i pojazdów przemysłowych.
- Dział ContiTech – opracowujący technologie przyjazne środowisku, sprzyjające ochronie klimatu i sprzyjające zrównoważonemu rozwojowi, takie jak: systemy amortyzatorów pneumatycznych czy przenośniki taśmowe, powłoki elastomerowe.

Do grupy Continental należą następujące marki opon:
- Continental
- Barum
- Semperit
- Uniroyal
- Mabor
- Gislaved
- Viking
- General Tire
- Matador